# 香港富都酒店塌牆意外

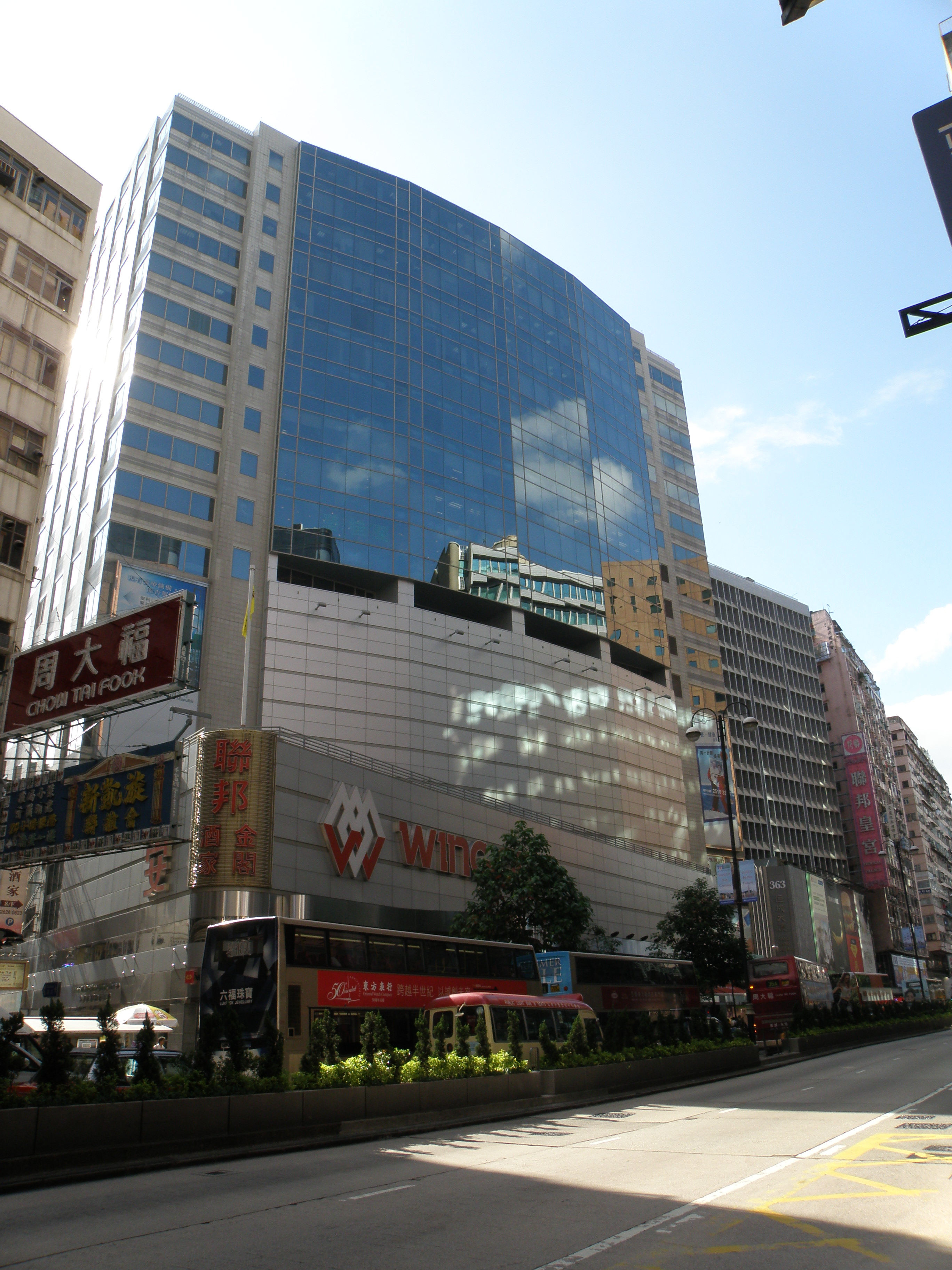
塌牆地點已重建為永安九龍中心

香港富都酒店塌牆意外於1994年9月9日在香港油麻地彌敦道發生，為一宗嚴重工業意外，合共造成6死2傷。當日上午，香港富都酒店正進行拆卸，地盤設於基座的永安百貨3樓上的一幅長30米、高5米外牆向行人路倒下，共有8名男女遭數十噸混凝土活埋，地盤築棚及帆布則壓着3部駛經的車輛，幸司機及乘客無恙。大批消防員及警員趕至現場救人，救護車穿梭來回醫院，約4小時後始能救出所有死傷者，5人送院後證實死亡，1人留醫多時後亦傷重死亡。事後港府成立專案小組調查，法院最後裁定6名死者死於意外，承建商及則師共10名被告獲撤銷控罪。

## 外部連結
- 塌樓責任要追究到底（星島日報）[]